# Daiki Niwa
Daiki Niwa (jap. 丹羽 大輝 Niwa Daiki; ur. 16 stycznia 1986) – japoński piłkarz, reprezentant kraju. Obecnie występuje w Gamba Osaka.

## Kariera klubowa
Od 2004 do 2011 roku występował w klubach Gamba Osaka, Tokushima Vortis i Omiya Ardija. Od 2012 roku gra w zespole Gamba Osaka.

## Kariera reprezentacyjna
W reprezentacji Japonii zadebiutował w 2015. W sumie w reprezentacji wystąpił w 2 spotkaniach.

## Statystyki
| Reprezentacja Japonii | Reprezentacja Japonii | Reprezentacja Japonii |
| Rok                   | Mecze                 | Gole                  |
| --------------------- | --------------------- | --------------------- |
| 2015                  | 2                     | 0                     |
| Razem                 | 2                     | 0                     |